# S&P Global Ratings
Standard & Poor's is een Amerikaanse kredietbeoordelaar, ook wel afgekort tot S&P.

## Geschiedenis
Standard & Poor's Corporation is in 1941 ontstaan door een fusie van Standard Statistics Bureau, opgericht door Luther Lee Blake in 1906, en H.V. and H.W. Poor Co, opgericht door Henry Varnum Poor en Henry William Poor. Het is sinds 1966 onderdeel van McGraw-Hill. In 2013 onderging McGraw-Hill een belangrijke verandering. Het bedrijf verkocht het bedrijfsonderdeel McGraw-Hill Education en de naam werd gewijzigd in McGraw-Hill Financial. In 2016 werd de naam S&P Global geïntroduceerd.
Het moederbedrijf is beursgenoteerd en handelt op de New York Stock Exchange onder de ticker SPGI.

## Activiteiten
De activiteiten van S&P Global zijn verdeeld over vier onderdelen waarvan de kredietbeoordeling het grootst is. Dit onderdeel staat bekend als Standard & Poor’s Ratings Services. Andere bedrijfsonderdelen zijn S&P Global Market Intelligence, S&P Dow Jones Indices, Platts and CRISIL. De bekendste beursindex van S&P Dow Jones Indices is de S&P 500 van 500, hoofdzakelijk Amerikaanse, grote bedrijven gemeten naar beurswaarde.
Het belangrijkste bedrijfsonderdeel is actief met de beoordeling van de kredietwaardigheid van een onderneming. De grote rivaal van S&P op dit gebied is Moody's. Zowel de verschillende soorten leningen en obligaties die een onderneming heeft uitstaan, als de onderneming zelf hebben een rating. De rating geeft een indicatie van de terugbetaalcapaciteit en het risico dat men op de onderneming of lening loopt.
Overheden kunnen ook een rating krijgen. Hierbij speelt ook de betrouwbaarheid van het regime een rol. De Nederlandse overheid had tot voor kort een AAA-rating. De Nederlandse staat wenst echter niet meer te betalen voor deze diensten waardoor Standard & Poor's geen uitspraken meer doet over de kredietwaardigheid van de Nederlandse overheid. België heeft een AA+-rating toegewezen. Op 5 augustus 2011 heeft S&P de Amerikaanse kredietwaardigheid verlaagd van AAA naar AA+.

## Credit ratings
| AAA | AA | A | BBB | BB | B | CCC | CC/D |

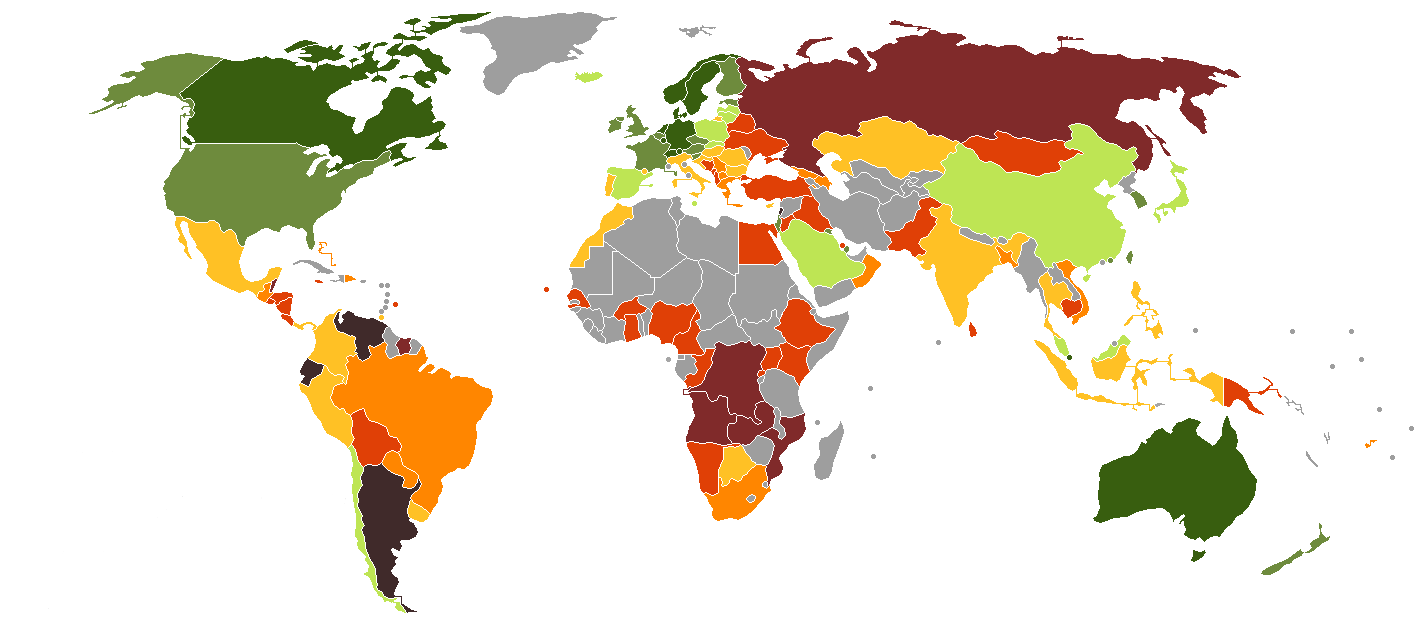
Credit ratings van landen wereldwijd door Standard & Poor's in maart 2019

Een rating is een risico-indicator. Een slechte rating betekent een hoog risico. Voor een hoog risico eisen beleggers en banken een hoge rente. Hoe slechter de rating dus is, hoe duurder het voor een onderneming wordt om geld te lenen. Voor de belegger is het een signaal. Wanneer zijn obligaties van A naar B of C zakken, zal hij ze waarschijnlijk direct verkopen. In veel leningen is een contractsclausule bedongen die de rente afhankelijk maakt van de rating: hoe slechter de rating, hoe meer rente betaald moet worden.
S&P maakt een onderscheid tussen korte- en langetermijnleningen.

### Korte-termijnmarkt
- A-1 Hoge kredietwaardigheid.
- A-2 Betrouwbaar
- A-3 Kredietwaardigheid is kwetsbaar voor veranderingen in de economie.
- B Onzekerheid over kredietwaardigheid in de nabije toekomst.
- C Bij deze instelling bestaat het gevaar dat deze zijn schulden niet of slechts gedeeltelijk zal kunnen afbetalen.
- D Schulden zullen (waarschijnlijk) niet op tijd worden terugbetaald. Mogelijk faillissement.

### Lange-termijnmarkt
- AAA Hoge kredietwaardigheid.
- AA Iets minder hoog maar nog steeds heel betrouwbaar.
- A Kredietwaardigheid is kwetsbaar voor veranderingen in de economie.
- BBB Instelling zal haar leningen hoogstwaarschijnlijk wel afbetalen.
- BB Bij BB beginnen de zogenaamde junk bonds. Deze instellingen lopen een hoog risico.
- B
- CCC Kwetsbaar. kredietwaardigheid hangt af van de toestand van de economie.
- CC Hoge kwetsbaarheid. Lenen staat gelijk aan speculeren.
- C Gevaar van faillissement bestaat.
- CI Te laat met betalen.
- R Instelling staat onder curatele.
- SD Instelling heeft een deel van haar schulden niet afbetaald.
- D Instelling betaalt niet meer. Meestal is surseance van betaling aangevraagd.
- NR Geen rating (not rated)

Rating AA t/m CCC kunnen ook nog van een + of een - voorzien worden.

## Verlaging van de Amerikaanse kredietwaardigheid
Op 5 augustus 2011 verlaagde S&P de kredietwaardigheid van de Verenigde Staten van AAA naar AA+.
De motivering hiervoor was dat het consolidatieplan voor de enorm toegenomen staatsschuld, een paar dagen eerder goedgekeurd door het Congres, niet toereikend zou zijn. Men twijfelt ook aan het vermogen van de Amerikaanse beleidsvoerders om over de partijgrenzen heen doeltreffende maatregelen te treffen. In antwoord op het verwijt dat zij inderdaad een rekenfout van 2000 miljard dollar maakten, stellen zij dat dit niets verandert aan het werkelijk probleem.

## Schikking
In februari 2015 trof het bedrijf een schikking in een langdurig conflict over dubieuze ratings in aanloop naar de kredietcrisis. Standard & Poor’s betaalt in totaal US$ 1,5 miljard aan het Amerikaanse ministerie van Justitie en 19 staten. S&P heeft financiële producten te positief beoordeeld en daarmee beleggers misleid. S&P ontkent strafbare feiten te hebben gepleegd, maar erkent dat de oordelen geflatteerd waren. Dit omdat andere zakelijke belangen meespeelden bij het beoordelen van de leningen.